# アルマン・ド・ブリニャック
アルマン・ド・ブリニャック（フランス語: Armand de Brignac）は、ジェイ・ZとLVMHが共同保有するフランスのシャンパンブランドの名称である。ロゴがスペード型なことから、スペードのエース（Ace of Spades）とも呼ばれる。

## 概要
キャティアが製造し、不透明なメタリックボトルで販売されている。最初に販売されたアルマン・ド・ブリニャック・ブリュットゴールドは、スペードのピューターラベルが付いたゴールドのボトルで識別が可能である。
アルマン・ド・ブリニャックは、クリュッグなどと同様にマルチヴィンテージスタイルで生産され、ブリュットゴールドは、ブドウ品種のピノノワール、ピノムニエとシャルドネがブレンドされている。 ロゼとブラン・ド・ブラン （100％シャルドネ）のキュヴェが2008年に2つ発売され、2015年には、ドゥミセックとブラン・ド・ノワール（100％ピノ・ノワール）の発売も開始された。

## 歴史
21世紀初め、キャティア家は高品質なシャンパンの製造を始めるため、リザーブワイン用の葡萄園の区画を置き換えた。2006年、アルマンド・デ・ブリニャック・ブリュットゴールド（キャティア製造の最初のシャンパン商品）がフランスから出荷された。
Jean-Jacques Cattierによると、元々「ド・ブリニャック」の名称は「1940年代後半から50年代前半の間」にキャティア一家によって登録されていた。当時、母親が読んでいた小説の主人公「ド・ブリニャック」を自身で選んだという。その後何十年もの間業務を停止していたが、フランスに実際にある地名の「ブリニャック」名称に「アルマン・ド」を付け加え、業務を再開した。2014年11月、ジェイ・Z率いる会社によって買収されたことが発表された。

## シャンパン
ポートフォリオのすべてのシャンパンは、3つのヴィンテージから作られている。
アルマン・ド・ブリニャック ブリュット スペシャルエディションジャパン2020
2020年に日本マーケット限定でリリースされたアルマンド初の限定プレステージキュヴェ。55%のシャルドネ、45%のピノ・ノワールで構成されている。
アルマン・ド・ブリニャック ブリュットゴールド
フラッグシップである最初のボトルは2006年にリリース。40％のピノノワール、40％のシャルドネ、20％のピノムニエで構成されており、日本では「アルマンド ゴールド」として有名である。
アルマン・ド・ブリニャック ロゼ
2008年に初出荷。この色は、フレーバーの強い果実を生み出す古いブドウの木から収穫された赤ワインを12％含んでいる。 50％のピノ・ノワール、40％のピノムニエ、10％のシャルドネで構成されており、日本では「アルマンド ロゼ」として有名である。
アルマン・ド・ブリニャック ドゥミセック
2015年に初めてリリース。砂糖34 g / Lの甘いスタイルのシャンパンである。 40％のピノ・ノワール、40％のシャルドネ、20％のピノムニエで構成されている。
アルマン・ド・ブリニャック ブリュットグリーン ゴルファーズエディション
40％のピノノワール、40％のシャルドネ、20％のピノムニエで構成されている。
アルマン・ド・ブリニャック ブラン・ド・ブラン
2008年に初めてリリース。100％シャルドネ単一品種のシャンパン。ぶどうには伝統的なシャルドネ地域のコートデブランとモンターニュドランスのものを使用。
アルマン・ド・ブリニャック ブラン・ド・ノワール
2015年に初めてリリース。アルマンドシリーズの中で最も希少なキュヴェであり、3000本未満しか製造されていない。ヴェルゼネやシニー＝レ＝ロズなどで取れる最高級のピノ・ノワールが100％使われている。2015年11月には、ハロッズが独占的に販売していた。

## ワイン作り
アルマン・ド・ブリニャックを生産するシャンパン・キャティア・チームは、12代目と13代目のシャンパン生産者であるジャン・ジャックとアレクサンドルが率いている。18人の選ばれた者が、ぶどうの圧搾から出荷まで生産に携わっている。
アルマン・ド・ブリニャックは、フランスシャンパン・ワイン地方モンターニュ・ド・ランスにあるリリー・ラ・モンターニュで作られている。葡萄はキャティア家が所有する30ヘクタール以上の土地の他、選考を通過した優良生産者からも仕入れており、シャルドネ、ピノ・ノワール、ピノ・ムニエの3つのシャンパーニュ用のぶどう品種が全て使用されている。
厳選されたぶどうは、ぶどう園の近くにある家族経営のワイナリーで圧搾される。4000キロの圧搾で20.5ヘクトリットルのワインが搾られるが、アルマン・ド・ブリニャックはここから一番新鮮な部分が選ばれる。
その後、出荷されるまでの何年もの間、地下のワインセラーで熟成される。アルマン・ド・ブリニャックは、フレンチオークの樽で1年間熟成させた最高のスティルワインが使われているのも特徴的である。
最後に、すべて手作業でフランスのピューターラベルが貼られた後に、綺麗に磨かれて仕上げられ、漆塗りの木箱に入れられる。

## 大衆文化
2006年、ブランドの立ち上げ前にジェイ・Zのシングル『Show Me What You Got』のミュージックビデオに登場したことで、ヒップホップ界などに革新を走らせた。
2011年6月、マーク・キューバンは、ダラス・マーベリックスのNBAファイナル優勝を祝って、アルマン・ド・ブリニャックの15リットルボトル（10マグナムボトル）に9万ドルを費やした。
1週間後、ボストン・ブルーインズは、「ミダス」と呼ばれる30リットルのアルマン・ド・ブリニャックのボトルを10万ドルで購入した。当時、「ミダス」はわずか6本しか製造されていなかった。「ミダス」は世界最大のシャンパンのボトルであり、アルマン・ド・ブリニャックだけが製造している。
2011年6月下旬に、アメリカのブラックジャックプレーヤーのドンジョンソンは、ロンドンのOne For Oneナイトクラブでアルマン・ド・ブリニャック「ミダス」シャンパーニュのボトルに12万ポンドを費やして、最も高価なシャンパーニュのボトルの世界記録を更新した。ジョンソンは1晩で合計17万ポンドを飲み物に費やしたのも有名な話である。